# Emilio Gastón Ugarte
Emilio Gastón Ugarte, també escrit Emilio Gastón Huarte (Saragossa, 5 de març de 1877 - Saragossa, 16 de desembre de 1925) va ser un advocat i esperantista aragonès.
Va ser membre del comitè del Partit Republicà Autònom Aragonès i posteriorment president del Partit Federal Aragonès. A principis del segle xx va ser regidor de l'Ajuntament de Saragossa i va tornar a ser-ho novament el 1923 (durant la Dictadura de Primo de Rivera) com a representant dels regionalistes d'esquerres. Va ser un home polifacètic i humanista. En aquest sentit, va ser un ferm defensor de l'esperanto com a eina de concòrdia i comunicació internacional. El 1908 havia fundat l'associació esperantista aragonesa Frateco i els seus fills són considerats com els primers parlants natius d'aquesta llengua auxiliar internacional. Va confeccionar els estatuts de la Confederación Española de Esperanto, que van ser acceptats al primer congrés celebrat a Reus el 1916. Allà, Emilio Gastón va ser elegit president d'aquesta confederació. També va fundar l'associació d'Exploradors de Saragossa. Una de les raons per les quals Emilio Gastón és recordat és per la gran activitat internacional que va desenvolupar en tasques humanitàries als anys 1920. Així, entre 1920 i 1923 va ser el principal organitzador del moviment d'acollida que hi va haver a l'estat espanyol de 330 nens austríacs després de la Primera Guerra Mundial. Bona part dels infants van ser acollits per famílies esperantistes catalanes.
És el pare dels també esperantistes Emilia Gastón Burillo, Inés Gastón Burillo i Rafael Gastón Burillo. També és l'avi d'Emilio Gastón Sanz, fill de Rafael.